# The Body Remembers When the World Broke Open
The Body Remembers When the World Broke Open ist ein Filmdrama von Kathleen Hepburn und Elle-Máijá Tailfeathers, das am 9. Februar 2019 im Rahmen der Internationalen Filmfestspiele Berlin seine Premiere feierte.

## Handlung
Als Áila auf eine junge indigene Frau trifft, die barfuß im Regen an einer belebten Straße weint, stellt sie schnell fest, dass diese gerade einem gewaltsamen Angriff durch ihren Freund entkommen ist. Áila beschließt Rosie, die aus derselben Nachbarschaft in Vancouver stammt wie sie, mit nach Hause zu nehmen. Áila lebt in einem geschmackvoll eingerichteten Apartment, Rosie und ihr Freund teilen sich mit dessen Mutter eine Wohnung. Zu all dem erwartet sie von ihm ein Kind.

## Produktion
Regie führten Elle-Máijá Tailfeathers und Kathleen Hepburn. Tailfeathers, die auch in der Hauptrolle von Áila zu sehen ist, studierte First Nations and Indigenous Studies an der University of British Columbia und ist Alumna der Berlinale Talents. The Body Remembers When the World Broke Open, der Titel des Films, ist auch der Titel eines Essays des indigenen Dichters Billy-Ray Belcourt und passt nach Aussagen der Regisseurinnen perfekt zu ihrem Werk, weil er symbolisiere, dass indigene Frauen das Erbe des Kolonialismus in ihrem Körper tragen, aber eben auch die Stärke ihrer Vorfahren. Die Filmemacherinnen arbeiteten bewusst mit zahlreichen jungen indigenen Frauen zusammen. Die Botschaft ihres Films und ihrer Arbeitsweise wird von Alva Gehrmann vom Goethe-Institut Norwegen so beschrieben: „Sucht Hilfe beieinander und lasst uns gegenseitig beschützen so gut es geht.“
Der Film wurde am 9. Februar 2019 im Rahmen der Internationalen Filmfestspiele Berlin in der Sektion Generation 14plus erstmals gezeigt. Im September 2019 wurde er im Rahmen des Toronto International Film Festivals gezeigt. Im November 2019 erfolgte eine Vorstellung beim AFI Film Festival. Ende September, Anfang Oktober 2020 wird er beim Reykjavik International Film Festival gezeigt.

## Rezeption

### Kritiken
Der Film konnte bislang 97 Prozent alle Kritiker bei Rotten Tomatoes überzeugen und erreichte hierbei eine durchschnittliche Bewertung von 8,3 der möglichen 10 Punkte.
Alva Gehrmann vom Goethe-Institut Norwegen schreibt, der norwegisch-kanadische Film passe in die Zeit von #metoo. Auch wenn Sprachlosigkeit und Stille in Filmen quälend sein können, werde man durch die intime Erzählweise in diesem Film so in die Situation gezogen, dass man Rosie beim Musikhören beobachtet und sich gleichzeitig fragt, was man an ihrer Stelle tun würde: „Würde ich zurück zu dem Vater meines Kindes gehen? Und hätte ich sie an Áilas Stelle mit nach Hause genommen? Die beiden Frauen treffen sich in verletzlichen Momenten ihres Lebens, auch Áila steckt in einer schmerzlichen Situation.“

### Auszeichnungen
Canadian Screen Awards 2020
- Nominierung als Bester Spielfilm
- Nominierung für die Beste Regie (Kathleen Hepburn und Elle-Máijá Tailfeathers)
- Nominierung für das Beste Originaldrehbuch (Kathleen Hepburn und Elle-Máijá Tailfeathers)
- Nominierung als Beste Hauptdarstellerin (Elle-Máijá Tailfeathers)
- Nominierung als Beste Hauptdarstellerin (Violet Nelson)
- Nominierung für die Beste Kamera (Norm Li)[9]

Internationale Filmfestspiele Berlin 2019
- Nominierung als Bester Film in der Sektion Generation 14plus (Kathleen Hepburn und Elle-Máijá Tailfeathers)

Toronto Film Critics Association Awards 2019
- Nominierung für den Rogers Best Canadian Film Award[10]